# Seznam zmagovalcev Odprtega prvenstva ZDA - mešane dvojice
Seznam zmagovalcev teniškega turnirja Odprto prvenstvo ZDA med mešanimi dvojicami.

## Zmagovalci po letih
| Leto | Zmagovalca                                        | Druga                                          | Rezultat finala    |
| ---- | ------------------------------------------------- | ---------------------------------------------- | ------------------ |
| 1892 | Mabel Cahill Clarence Hobart                      | Elisabeth Moore Rodmond V. Beach               | 6–1, 6–3           |
| 1893 | Ellen Roosevelt Clarence Hobart                   | Ethel Bankston Robert N. Willson, Jr.          | 6–1, 4–6, 10–6     |
| 1894 | Juliette Atkinson Edwin P. Fischer                | Mrs. McFadden Gustav Remak, Jr.                | 6–3, 6–2, 6–1      |
| 1895 | Juliette Atkinson Edwin P. Fischer                | Amy R. Williams Mantle Fielding                | 4–6, 8–6, 6–2      |
| 1896 | Juliette Atkinson Edwin P. Fischer                | Amy R. Williams Mantle Fielding                | 6–2, 6–3, 6–3      |
| 1897 | Laura Henson D. L. Magruder                       | Maud Banks R. A. Griffin                       | 6–4, 6–3, 7–5      |
| 1898 | Carrie Neely Edwin P. Fischer                     | Helen Chapman J. A. Hill                       | 6–2, 6–4, 8–6      |
| 1899 | Elizabeth Rastall Albert L. Hoskins               | Jane Craven James P. Gardner                   | 6–4, 6–0, def.     |
| 1900 | Margaret Hunnewell Alfred Codman                  | T. Shaw George Atkinson                        | 11–9, 6–3, 6–1     |
| 1901 | Marion Jones Raymond Little                       | Myrtle McAteer Dr. Clyde Stevens               | 6–4, 6–4, 7–5      |
| 1902 | Elisabeth Moore Wylie C. Grant                    | Elizabeth Rastall Albert L. Hoskins            | 6–2, 6–1           |
| 1903 | Helen Chapman Harry F. Allen                      | Carrie Neely W. H. Rowland                     | 6–4, 7–5           |
| 1904 | Elisabeth Moore Wylie C. Grant                    | May Sutton F. B. Dallas                        | 6–2, 6–1           |
| 1905 | Augusta Schultz Hobart Clarence Hobart            | Elisabeth Moore Edward Dewhurst                | 6–2, 6–4           |
| 1906 | Sarah Coffin Edward Dewhurst                      | Margaret Johnson J. B. Johnson                 | 6–3, 7–5           |
| 1907 | May Sayers Wallace F. Johnson                     | Natalie Wildey Herbert Morris Tilden           | 6–1, 7–5           |
| 1908 | Nathaniel Niles Edith Rotch                       | Raymond Little Louise Hammond                  | 6–4, 4–6, 6–4      |
| 1909 | Hazel Hotchkiss Wightman Wallace F. Johnson       | Raymond Little Louise Hammond                  | 6–2, 6–0           |
| 1910 | Hazel Hotchkiss Wightman Joseph R. Carpenter, Jr. | Herbert Morris Tilden Edna Wildey              | 6–2, 6–2           |
| 1911 | Hazel Hotchkiss Wightman Wallace F. Johnson       | Herbert Morris Tilden Edna Wildey              | 6–4, 6–4           |
| 1912 | Mary K. Browne R. Norris Williams                 | William Clothier Eleonora Sears                | 6–4, 2–6, 11–9     |
| 1913 | Mary K. Browne Bill Tilden                        | C. S. Rogers Dorothy Green                     | 7–5, 7–5           |
| 1914 | Mary K. Browne Bill Tilden                        | J. R. Rowland Margaretta Myers                 | 6–1, 6–4           |
| 1915 | Hazel Hotchkiss Wightman Harry C. Johnson         | Irving Wright Molla Bjurstedt Mallory          | 6–0, 6–1           |
| 1916 | Eleonora Sears Willis E. Davis                    | Florence Ballin Bill Tilden                    | 6–4, 7–5           |
| 1917 | Molla Bjurstedt Mallory Irving Wright             | Florence Ballin Bill Tilden                    | 10–12, 6–1, 6–3    |
| 1918 | Hazel Hotchkiss Wightman Irving Wright            | Molla Bjurstedt Mallory Fred Alexander         | 6–2, 6–3           |
| 1919 | Marion Zinderstein Vincent Richards               | Florence Ballin Bill Tilden                    | 2–6, 11–9, 6–2     |
| 1920 | Hazel Hotchkiss Wightman Wallace F. Johnson       | Molla Bjurstedt Mallory Craig Biddle           | 6–4, 6–3           |
| 1921 | Mary K. Browne Bill Johnston                      | Molla Bjurstedt Mallory Bill Tilden            | 3–6, 6–4, 6–3      |
| 1922 | Molla Bjurstedt Mallory Bill Tilden               | Howard Kinsey Helen Wills Moody                | 6–4, 6–3           |
| 1923 | Molla Bjurstedt Mallory Bill Tilden               | John B. Hawkes Kitty McKane Godfree            | 6–3, 2–6, 10–8     |
| 1924 | Helen Wills Moody Vincent Richards                | Molla Bjurstedt Mallory Bill Tilden            | 6–8, 7–5, 6–0      |
| 1925 | Kitty McKane Godfree John B. Hawkes               | Vincent Richards Ermintrude H. Harvey          | 6–2, 6–4           |
| 1926 | Elizabeth Ryan Jean Borotra                       | René Lacoste Hazel Hotchkiss Wightman          | 6–4, 7–5           |
| 1927 | Eileen Bennett Whittingstall Henri Cochet         | René Lacoste Hazel Hotchkiss Wightman          | 6–2, 6–0, 6–3      |
| 1928 | Helen Wills Moody John B. Hawkes                  | Edgar Moon Edith Cross                         | 6–1, 6–3           |
| 1929 | Betty Nuthall Shoemaker George Lott               | Henry W. Austin Phyllis Covell                 | 6–3, 6–3           |
| 1930 | Edith Cross Wilmer Allison                        | Frank Shields Marjorie Morrill                 | 6–4, 6–4           |
| 1931 | Betty Nuthall Shoemaker George Lott               | Wilmer Allison Anna McCune Harper              | 6–3, 6–3           |
| 1932 | Sarah Palfrey Cooke Fred Perry                    | Ellsworth Vines Helen Jacobs                   | 6–3, 7–5           |
| 1933 | Elizabeth Ryan Ellsworth Vines                    | Sarah Palfrey Cooke George Lott                | 11–9, 6–1          |
| 1934 | Helen Jacobs George Lott                          | Elizabeth Ryan Lester Stoefen                  | 4–6, 13–11, 6–2    |
| 1935 | Sarah Palfrey Cooke Enrique Maier                 | Kay Stammers Roderich Menzel                   | 6–4, 4–6, 6–3      |
| 1936 | Alice Marble Gene Mako                            | Sarah Palfrey Cooke Don Budge                  | 6–3, 6–2           |
| 1937 | Sarah Palfrey Cooke Don Budge                     | Sylvia Henrotin Yvon Petra                     | 6–2, 8–10, 6–0     |
| 1938 | Alice Marble Don Budge                            | Thelma Coyne Long John Bromwich                | 6–1, 6–2           |
| 1939 | Alice Marble Harry Hopman                         | Sarah Palfrey Cooke Elwood Cooke               | 9–7, 6–1           |
| 1940 | Alice Marble Bobby Riggs                          | Dorothy Bundy Cheney Jack Kramer               | 9–7, 6–1           |
| 1941 | Sarah Palfrey Cooke Jack Kramer                   | Pauline Betz Robert Riggs                      | 4–6, 6–4, 6–4      |
| 1942 | Louise Brough Clapp Frederick R. Schroeder, Jr.   | Alejo Russell Patricia Todd                    | 3–6, 6–1, 6–4      |
| 1943 | Margaret Osborne duPont William F. Talbert        | Pancho Segura Pauline Betz                     | 10–6, 6–4          |
| 1944 | Margaret Osborne duPont William F. Talbert        | Donald McNeill Dorothy Bundy                   | 6–2, 6–3           |
| 1945 | Margaret Osborne duPont William F. Talbert        | Bob Falkenberg Doris Hart                      | 6–4, 6–4           |
| 1946 | Margaret Osborne duPont William F. Talbert        | Robert Kimbrell Louise Brough Clapp            | 6–3, 6–4           |
| 1947 | Louise Brough Clapp John Bromwich                 | Pancho Segura Gussie Moran                     | 6–3, 6–1           |
| 1948 | Louise Brough Clapp Tom Brown                     | William F. Talbert Margaret Osborne duPont     | 6–4, 6–4           |
| 1949 | Louise Brough Clapp Eric Sturgess                 | William F. Talbert Margaret Osborne duPont     | 4–6, 6–3, 7–5      |
| 1950 | Margaret Osborne duPont Ken McGregor              | Doris Hart Frank Sedgman                       | 6–4, 3–6, 6–3      |
| 1951 | Doris Hart Frank Sedgman                          | Shirley Fry Mervyn Rose                        | 6–3, 6–2           |
| 1952 | Doris Hart Frank Sedgman                          | Thelma Long Lew Hoad                           | 6–3, 7–5           |
| 1953 | Doris Hart Vic Seixas                             | Julia Ann Sampson Rex Hartwig                  | 6–2, 4–6, 6–4      |
| 1954 | Doris Hart Vic Seixas                             | Margaret Osborne duPont Ken Rosewall           | 4–6, 6–1, 6–1      |
| 1955 | Doris Hart Vic Seixas                             | Shirley Fry Lew Hoad                           | 9–7, 6–1           |
| 1956 | Margaret Osborne duPont Ken Rosewall              | Darlene Hard Lew Hoad                          | 9–7, 6–1           |
| 1957 | Althea Gibson Kurt Nielsen                        | Darlene Hard Bob Howe                          | 6–3, 9–7           |
| 1958 | Margaret Osborne duPont Neale Fraser              | Maria Bueno Alex Olmedo                        | 6–3, 3–6, 9–7      |
| 1959 | Margaret Osborne duPont Neale Fraser              | Bob Mark Janet Hopps                           | 7–5, 13–15, 6–2    |
| 1960 | Margaret Osborne duPont Neale Fraser              | Antonio Palafox Maria Bueno                    | 6–3, 6–2           |
| 1961 | Margaret Court Bob Mark                           | Dennis Ralston Darlene Hard                    | def.               |
| 1962 | Margaret Court Fred Stolle                        | Frank Froehling Lesley Turner Bowrey           | 7–5, 6–2           |
| 1963 | Margaret Court Ken Fletcher                       | Ed Rubinoff Judy Tegart                        | 3–6, 8–6, 6–2      |
| 1964 | Margaret Court John Newcombe                      | Ed Rubinoff Judy Tegart                        | 10–6, 4–6, 6–3     |
| 1965 | Margaret Court Fred Stolle                        | Frank Froehling Judy Tegart                    | 6–2, 6–2           |
| 1966 | Donna Floyd Fales Owen Davidson                   | Ed Rubinoff Carol Aucamp                       | 6–1, 6–3           |
| 1967 | Billie Jean King Owen Davidson                    | Rosemary Casals Stan Smith                     | 6–3, 6–2           |
| 1968 | Mary-Ann Eisel Peter Curtis                       | Tory Fretz Gerry Perry                         | 6–4, 7–5           |
| 1969 | Margaret Court Marty Riessen                      | Françoise Dürr Dennis Ralston                  | 6–4, 7–5           |
| 1970 | Margaret Court Marty Riessen                      | Judy Tegart Dalton Frew McMillan               | 6–4, 6–4           |
| 1971 | Billie Jean King Owen Davidson                    | Betty Stöve Bob Maud                           | 6–3, 7–5           |
| 1972 | Margaret Court Marty Riessen                      | Rosemary Casals Ilie Năstase                   | 6–3, 7–5           |
| 1973 | Billie Jean King Owen Davidson                    | Margaret Court Marty Riessen                   | 6–3, 3–6, 7–6      |
| 1974 | Pam Teeguarden Geoff Masters                      | Chris Evert Jimmy Connors                      | 6–1, 7–6           |
| 1975 | Rosemary Casals Dick Stockton                     | Billie Jean King Fred Stolle                   | 6–3, 7–6           |
| 1976 | Billie Jean King Phil Dent                        | Betty Stöve Frew McMillan                      | 3–6, 6–2, 7–5      |
| 1977 | Betty Stöve Frew McMillan                         | Billie Jean King Vitas Gerulaitis              | 6–2, 3–6, 6–3      |
| 1978 | Betty Stöve Frew McMillan                         | Billie Jean King Ray Ruffels                   | 6–3, 7–6           |
| 1979 | Greer Stevens Bob Hewitt                          | Betty Stöve Frew McMillan                      | 6–3, 7–5           |
| 1980 | Wendy Turnbull Marty Riessen                      | Betty Stöve Frew McMillan                      | 7–5, 6–2           |
| 1981 | Anne Smith Kevin Curren                           | JoAnne Russell Steve Denton                    | 6–4, 7–6           |
| 1982 | Anne Smith Kevin Curren                           | Barbara Potter Ferdi Taygan                    | 6–7, 7–6, 7–6      |
| 1983 | Elizabeth Sayers Smylie John Fitzgerald           | Barbara Potter Ferdi Taygan                    | 3–6, 6–3, 6–4      |
| 1984 | Manuela Malejeva Tom Gullikson                    | Elizabeth Sayers Smylie John Fitzgerald        | 2–6, 7–5, 6–4      |
| 1985 | Martina Navratilova Heinz Günthardt               | Elizabeth Sayers Smylie John Fitzgerald        | 6–3 6–4            |
| 1986 | Raffaella Reggi Sergio Casal                      | Martina Navratilova Peter Fleming              | 6–4, 6–4           |
| 1987 | Martina Navratilova Emilio Sánchez Vicario        | Betsy Nagelsen Paul Annacone                   | 6–4, 6–7, 7–6      |
| 1988 | Jana Novotná Jim Pugh                             | Elizabeth Sayers Smylie Patrick McEnroe        | 7–5, 6–3           |
| 1989 | Robin White Shelby Cannon                         | Meredith McGrath Rick Leach                    | 3–6, 6–2, 7–5      |
| 1990 | Elizabeth Sayers Smylie Todd Woodbridge           | Natalija Zverjova Jim Pugh                     | 6–4, 6–2           |
| 1991 | Manon Bollegraf Tom Nijssen                       | Arantxa Sánchez Vicario Emilio Sánchez Vicario | 6–2, 7–6           |
| 1992 | Nicole Provis Mark Woodforde                      | Helena Suková Tom Nijssen                      | 4–6, 6–3, 6–3      |
| 1993 | Helena Suková Todd Woodbridge                     | Martina Navratilova Mark Woodforde             | 6–3, 7–6           |
| 1994 | Elna Reinach Patrick Galbraith                    | Jana Novotná Todd Woodbridge                   | 6–2, 6–4           |
| 1995 | Meredith McGrath Matt Lucena                      | Gigi Fernández Cyril Suk                       | 6–4, 6–4           |
| 1996 | Lisa Raymond Patrick Galbraith                    | Manon Bollegraf Rick Leach                     | 7–6, 7–6           |
| 1997 | Manon Bollegraf Rick Leach                        | Mercedes Paz Pablo Albano                      | 3–6, 7–5, 7–6(7–3) |
| 1998 | Serena Williams Maks Mirni                        | Lisa Raymond Patrick Galbraith                 | 6–2, 6–2           |
| 1999 | Ai Sugijama Mahesh Bhupathi                       | Kimberly Po Donald Johnson                     | 6–4, 6–4           |
| 2000 | Arantxa Sánchez Vicario Jared Palmer              | Ana Kurnikova Maks Mirni                       | 6–4, 6–3           |
| 2001 | Rennae Stubbs Todd Woodbridge                     | Lisa Raymond Leander Paes                      | 6–4, 5–7, 7–6      |
| 2002 | Lisa Raymond Mike Bryan                           | Katarina Srebotnik Bob Bryan                   | 7–6, 7–6           |
| 2003 | Katarina Srebotnik Bob Bryan                      | Lina Krasnoroucka Daniel Nestor                | 5–7, 7–5, 7–6(7–5) |
| 2004 | Vera Zvonarjova Bob Bryan                         | Alicia Molik Todd Woodbridge                   | 6–3, 6–4           |
| 2005 | Daniela Hantuchová Mahesh Bhupathi                | Katarina Srebotnik Nenad Zimonjić              | 6–4, 6–2           |
| 2006 | Martina Navratilova Bob Bryan                     | Květa Peschke Martin Damm                      | 6–2, 6–3           |
| 2007 | Viktorija Azarenka Maks Mirni                     | Meghann Shaughnessy Leander Paes               | 6–4, 7–6(8–6)      |
| 2008 | Cara Black Leander Paes                           | Liezel Huber Jamie Murray                      | 7–6(8–6), 6–4      |
| 2009 | Carly Gullickson Travis Parrot                    | Cara Black Leander Paes                        | 6–2, 6–4           |
| 2010 | Liezel Huber Bob Bryan                            | Květa Peschke Aisam-ul-Haq Qureshi             | 6–4, 6–4           |
| 2011 | Melanie Oudin Jack Sock                           | Gisela Dulko Eduardo Schwank                   | 7–6, 4–6, [10–8]   |
| 2012 | Jekaterina Makarova Bruno Soares                  | Květa Peschke Marcin Matkowski                 | 6–7, 6–1, 12–10    |
| 2013 | Andrea Hlaváčková Maks Mirni                      | Abigail Spears Santiago González               | 7–6(7–5), 6–3      |
| 2014 | Sania Mirza Bruno Soares                          | Abigail Spears Santiago González               | 6–1, 2–6, [11–9]   |
| 2015 | Martina Hingis Leander Paes                       | Bethanie Mattek-Sands Sam Querrey              | 6–4, 3–6, [10–7]   |
| 2016 | Laura Siegemund Mate Pavić                        | Coco Vandeweghe Rajeev Ram                     | 6–4, 6–4           |
| 2017 | Martina Hingis Jamie Murray                       | Chan Hao-ching Michael Venus                   | 6–1, 4–6, [10–8]   |
| 2018 | Bethanie Mattek-Sands Jamie Murray                | Alicja Rosolska Nikola Mektić                  | 2–6, 6–3, [11–9]   |
| 2019 | Bethanie Mattek-Sands Jamie Murray                | Chan Hao-ching Michael Venus                   | 6–2, 6–3           |
| 2021 | Desirae Krawczyk Joe Salisbury                    | Giuliana Olmos Marcelo Arévalo                 | 7–5, 6–2           |
| 2022 | Storm Sanders John Peers                          | Kirsten Flipkens Édouard Roger-Vasselin        | 4–6, 6–4, [10–7]   |
| 2023 | Ana Danilina Harri Heliövaara                     | Jessica Pegula Austin Krajicek                 | 6–3, 6–4           |
| 2024 | Sara Errani Andrea Vavassori                      | Taylor Townsend Donald Young                   | 7–6(7–0), 7–5      |